# Dhoores
Dhoores est une petite île inhabitée des Maldives. C'est une des nombreuses îles-hôtel des Maldives, accueillant le aaaVeee Nature's Paradise. 

## Géographie
Dhoores est située dans le centre des Maldives, au Nord-Ouest de l'atoll Nilandhe Sud, dans la subdivision de Dhaalu. 